# ジョリス・ショタール
ジョリス・ショタール（Joris Chotard、2001年9月24日 - ）は、フランス・オランジュ出身のサッカー選手。リーグ・アン・モンペリエ所属。ポジションはMF。

## クラブ経歴
フランス南部のオランジュに生まれ、2016年にモンペリエHSCの下部組織に入団した。2019年8月10日、リーグ・アン開幕節のスタッド・レンヌ戦にて、先発出場したことでトップチームデビューを果たしたが、後半開始と同時にペタル・シュクレティッチとの途中交代でピッチを後にした。自身初のプロ契約は18歳の誕生日を迎えた2019年9月24日に結び、10月30日に行われたクープ・ドゥ・ラ・リーグのASナンシー戦でプロ初ゴールを決めた。プロ1シーズン目となった2019-20シーズンはリーグ戦20試合に出場し、同シーズン終了後にはクラブとの契約を2025年まで延長した。
2020-21シーズンからはレギュラーの座を掴み、2023年1月2日のオリンピック・マルセイユ戦に出場したことで、21歳3ヶ月ながらリーグ・アン通算100試合出場という記録を樹立した。

## 代表経歴
2019年からフランスの各世代別代表に招集されている。

## 個人成績
2023年6月13日現在
| クラブ       | シーズン     | リーグ戦       | リーグ戦 | リーグ戦 | 国内カップ | 国内カップ | リーグカップ | リーグカップ | 国際大会 | 国際大会 | 合計 | 合計 |
| クラブ       | シーズン     | ディヴィジョン | 出場     | 得点     | 出場       | 得点       | 出場         | 得点         | 出場     | 得点     | 出場 | 得点 |
| ------------ | ------------ | -------------- | -------- | -------- | ---------- | ---------- | ------------ | ------------ | -------- | -------- | ---- | ---- |
| モンペリエ   | 2019-20      | リーグ・アン   | 20       | 0        | 2          | 0          | 1            | 0            | -        | -        | 23   | 1    |
| モンペリエ   | 2020-21      | リーグ・アン   | 29       | 0        | 4          | 0          | -            | -            | -        | -        | 33   | 0    |
| モンペリエ   | 2021-22      | リーグ・アン   | 36       | 1        | 2          | 0          | -            | -            | -        | -        | 38   | 1    |
| モンペリエ   | 2022-23      | リーグ・アン   | 35       | 0        | 1          | 0          | -            | -            | -        | -        | 36   | 0    |
| モンペリエ   | クラブ通算   | クラブ通算     | 120      | 1        | 9          | 1          | 1            | 1            | 0        | 0        | 130  | 2    |
| キャリア通算 | キャリア通算 | キャリア通算   | 120      | 1        | 9          | 1          | 1            | 1            | 0        | 0        | 130  | 2    |

## タイトル

### 代表
U-23フランス代表
- パリオリンピック銀メダル: 2024